# Maria Albuleț
Maria Albuleț (n. 16 iunie 1932, Brăila, România – d. 17 ianuarie 2005, Ploiești, România), cunoscută și cu numele de Maria Pogorevici și Maria Albuleț-Pogorevici, a fost un medic, antrenoare, arbitră și șahistă română care deținea din 1985 titlul FIDE de Femeie Mare Maestru internațional (WGM). Albuleț a fost de trei ori câștigătoare a Campionatului de șah feminin român (1951, 1955, 1956).

## Biografie
În anii 1950 a devenit una dintre cele mai importante jucătoare de șah românce. A câștigat șase medalii la Campionatul de șah feminin din România: trei de aur (1951, 1955, 1956), două de argint (1953, 1972) și una de bronz (1958). În 1959, a participat la turneul candidaților la Campionatul Mondial de șah feminin de la Plovdiv, unde a împărțit locul 12-13.
A fost campioană națională la șah în anii 1951,1955 și 1956,
Albuleț a jucat pentru România la olimpiadele feminine de șah:
- În 1957, la prima tablă la 1-a Olimpiada de șah (femei) de la Emmen (+6, =5, -3) și a câștigat pentru echipă o medalie de argint.

În 1957, a primit titlul FIDE Femeie Maestru internațional (WIM), iar în 1985 a primit titlul onorific de FIDE Femeie Mare Maestru internațional (WGM).
Albuleț era cunoscută și ca jucătoare de șah prin corespondență. A participat la olimpiada feminină de șah prin corespondență (1974-1979), unde echipa României a ocupat locul 6.
A fost antrenoare la Clubul Sportiv Școlar Ploiești iar din 1985, arbitru internațional de șah.
Fiica ei Marina Makropoulou este, de asemenea, o  Femeie mare maestru internațional (din 1981), care reprezintă Grecia.
Un turneu de șah este organizat anual în memoria ei la Brăila.